# James Hilton
James Hilton (* 9. September 1900 in Leigh, Lancashire, England; † 20. Dezember 1954 in Long Beach, Kalifornien) war ein britischer Schriftsteller, der vor allem durch den Roman  Der verlorene Horizont (1933, Originaltitel: Lost Horizon) und die Novelle Leb wohl, Mister Chips! (1934) bekannt wurde.

## Leben
Hilton studierte in Cambridge, anschließend arbeitete er als Journalist in London. Bereits im Alter von 20 Jahren veröffentlichte er erste Werke, wenngleich seinen ersten Büchern kaum Erfolg beschieden war. Unter dem Pseudonym Glen Trevor schrieb er 1931 den Kriminalroman Murder at School. Den Durchbruch schaffte er 1934 mit der Novelle Goodbye, Mr Chips, die die Lebensgeschichte eines humorvollen englischen Lehrers behandelt und besonders in den USA populär war.
Anschließend erhielt sein 1933 erschienener Roman Der verlorene Horizont (auch verlegt als Irgendwo in Tibet oder Verworrener Horizont; Originaltitel: Lost Horizon), der sich bis dahin nur mäßig verkauft hatte, große Aufmerksamkeit. Der utopische Roman verkaufte sich über acht Millionen Mal und machte Hilton sowie den von ihm erfundenen Ort Shangri-La weltweit bekannt. Für das Werk erhielt er 1934 den Hawthornden-Preis.
James Hilton zog 1937 in die Vereinigten Staaten und ließ sich zunächst in Hollywood, später in Long Beach nieder. Hollywood verfilmte auch mehrere seiner Werke, darunter gleich mehrfach Lost Horizon und Goodbye, Mr. Chips, wie auch der 1941 erschienene Roman Random Harvest bereits im Folgejahr unter gleichem Titel in die Kinos kam. Random Harvest schildert die Spätfolgen des Ersten Weltkrieges anhand eines Liebespaares. Trotz seines Umzugs in die USA spielten viele von Hiltons Werke weiterhin in Großbritannien und waren meist feierliche und zugleich authentische Darstellungen der englischen Lebensart zwischen den Weltkriegen.
In Hollywood arbeitete Hilton auch als Drehbuchautor, beispielsweise für Alfred Hitchcock an dessen Thriller Der Auslandskorrespondent. Für seine Arbeit an William Wylers Heimatfront-Drama Mrs. Miniver nach dem Roman Mrs. Miniver erlebt die Vorkriegszeit von Jan Struther wurde er 1943 mit dem Oscar für das beste adaptierte Drehbuch ausgezeichnet. Seine späteren Romane erreichten nicht mehr ganz die Popularität seiner beiden Welterfolge aus den 1930ern; in seinem vorletzten Roman Morning Journey verarbeitete er 1951 seine Erfahrungen in Hollywoods Filmgeschäft. Zwischen 1948 und 1953 war Hilton auch Moderator der Radioshow Hallmark Playhouse auf CBS Radio.
James Hilton war zweimal verheiratet, von 1935 bis 1937 mit der BBC-Sekretärin Alice Brown, sowie von 1937 bis 1945 mit der Theaterschauspielerin Galina Kopernak. Beide Ehen wurden geschieden. Der Schriftsteller starb im Alter von 54 Jahren an Leberkrebs im Beisein seiner ersten Frau Alice, mit der er sich versöhnt hatte.

## Werke
- Catherine Herself, 1920
- Storm Passage, 1922
- The Passionate Year, 1924
- The Dawn Of Reckoning (US-Titel: Rage In Heaven), 1925
- The Meadows Of The Moon, 1926
- Terry, 1927
- The Silver Flame, 1928
- And Now Goodbye, 1931
  - deutsche Erstausgabe: Ein Abschied. Übers. v. Carl Bach. Orell Füssli, Zürich 1949
- Contango, 1932
  - deutsche Erstausgabe: Gewitterwind. Übers. v. Hans R. Wyss. Orell Füssli, Zürich 1944
- Knight Without Armour, 1933
  - deutsche Erstausgabe: Ein schweigsamer Held. Einzig berechtigte Übertragung von Elisabet Arten. Benziger, Einsiedeln/Köln 1936
- Lost Horizon, 1933
  - deutsche Erstausgabe: Irgendwo in Tibet. Geschichte eines Abenteuers. Dt. v. Herberth E. Herlitschka. Reichner, Leipzig/Wien/Zürich 1936
    - aktuelle Ausgabe: Der verlorene Horizont. Piper (sp 3963), München 6. A. 2007, ISBN 3-492-23963-3
      - Überarbeitete Übersetzung: Der verlorene Horizont. Auf der Suche nach Shangri-La. Roman. Arche, Zürich 2001, ISBN 3-7160-2286-1

Dieser Roman brachte den Durchbruch. Seine Beschreibung der Lamaserei Shangri-La hat den westlichen Blick auf Tibet und den Lamaismus bis heute nachhaltig geprägt. Der Begriff „Shangri-La“ erreichte – getrennt vom Roman – in westlichen Ländern ein Eigenleben, das bis heute anhält.
- Goodbye, Mr Chips, 1934
  - deutsche Erstausgabe: Leb’ wohl, alter Chips. Dt. v. Herberth E. Herlitschka. Reichner, Leipzig/Wien/Zürich 1936
- We Are Not Alone, 1937
  - deutsche Erstausgabe: Wir sind nicht allein. Dt. v. Herberth E. Herlitschka. Reichner, Leipzig/Wien/Zürich 1937
- To You, Mr Chips, 1938
- Random Harvest, 1941
  - deutsche Erstausgabe: Gefundene Jahre. Übers. v. Hans R. Wyss. Orell Füssli, Zürich 1941
- The Story Of Dr Wassell, 1944
  - deutsche Erstausgabe: Die Geschichte von Dr. Wassell. Übers. v. Hans R. Wyss. Orell Füssli, Zürich 1945
- So Well Remembered, 1945
  - deutsche Erstausgabe: George Boswells Geschick. Übers. v. Hans R. Wyss. Orell Füssli, Zürich 1946
- Nothing So Strange, 1947
  - deutsche Erstausgabe: Seltsam wie die Wahrheit. Übers. v. Hans R. Wyss. Orell Füssli, Zürich 1948
- Twilight Of The Wise, 1949
- Morning Journey, 1951
  - deutsche Erstausgabe: Der Regisseur. Übers. v. Carl Bach. Orell Füssli, Zürich 1951
- Time And Time Again, 1953
  - deutsche Erstausgabe: Jahr um Jahr. Roman eines Diplomaten. Ins Dt. übertragen von Hans B. Wagenseil. Desch, München 1954

Als Glen Trevor:
- Murder at school. A Detective Fantasia, 1931
  - deutsche Erstausgabe: Ein zweiter Unglücksfall?. Kriminalroman. Berechtigte Übertragung von Karl Häuser. Tal (Die rotblauen Bücher 6), Leipzig/Wien 1937

## Filmografie
Drehbuch
- 1936: Die Kameliendame (Camille)
- 1939: Ihr seid nicht allein (We Are Not Alone)
- 1940: Der Auslandskorrespondent (Foreign Correspondent)
- 1942: Mrs. Miniver
- 1943: Auf ewig und drei Tage (Forever and a Day)
- 1944: Dr. Wassells Flucht aus Java (The Story of Dr. Wassell) – nach seiner Erzählung

Literarische Vorlage
- 1937: In den Fesseln von Shangri-La (Lost Horizon) – Regie: Frank Capra
- 1937: Tatjana (Knight Without Armour) – nach dem Roman Without Armour – Regie: Jacques Feyder
- 1939: We Are Not Alone – Regie: Edmund Goulding
- 1939: Auf Wiedersehen, Mr. Chips (Goodbye, Mr. Chips) – Regie: Sam Wood
- 1941: Gefährliche Liebe (Rage in Heaven) – Regie: W. S. Van Dyke
- 1942: Gefundene Jahre (Random Harvest) – Regie: Mervyn LeRoy
- 1944: Dr. Wassells Flucht aus Java (The Story of Dr. Wassell) – Regie: Cecil B. DeMille
- 1947: Unvergessene Jahre (So Well Remembered) – Regie: Edward Dmytryk
- 1969: Goodbye, Mr. Chips – Regie: Herbert Ross
- 1973: Der verlorene Horizont (Lost Horizon) – Regie: Charles Jarrott
- 1984: Goodbye Mr. Chips (sechsteilige Mini-Fernsehserie) – Regie: Gareth Davies
- 2002: Goodbye, Mr. Chips (Fernsehfilm) – Regie: Stuart Orme